# Budapest alpolgármestereinek listája

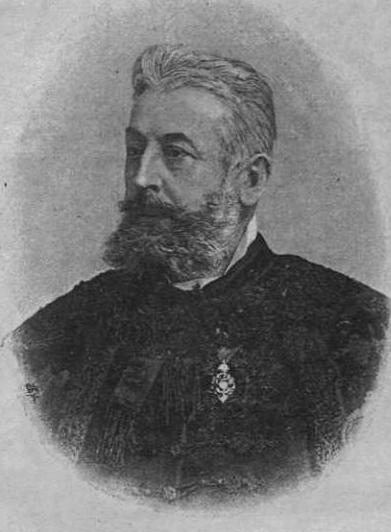
Alkér Gusztáv

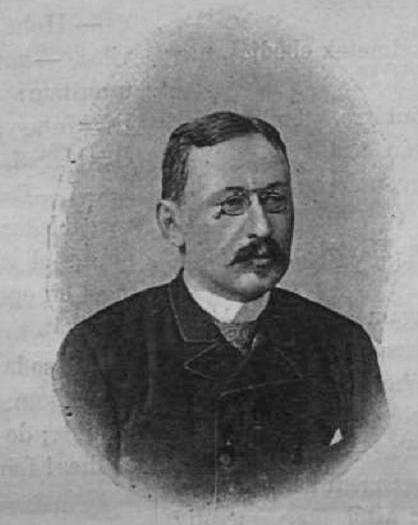
Matuska Alajos

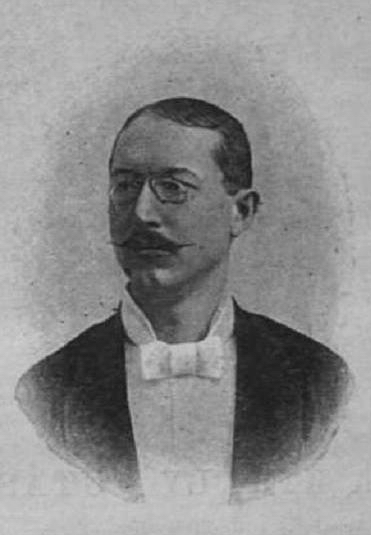
Rózsavölgyi Gyula

Budapest alpolgármestere a főváros egyik vezető tisztségviselője, az ügyosztályok szakágak szerint kialakított csoportjainak közvetlen elöljárója. 1873-tól 1930-ig hivatalból tagja volt a fővárosi tisztviselőtanácsnak, 1930-tól 1934-ig a törvényhatósági tanácsnak és 1950-ig a törvényhatósági bizottságnak.
Az alpolgármestert a közgyűlés 6 évre választotta meg, ismételt választás is előfordult. 1911-ig kettő, 1911-18 valamint 1944-50 között három alpolgármestere volt egyidőben Budapestnek, funkciójuk szerint egy általános, egy gazdasági és egy műszaki alpolgármester.
1950 óta nincs Budapestnek alpolgármestere, 1990-től főpolgármester-helyettesek vannak.
Az alábbi lista Budapest egykori alpolgármestereit sorolja fel, zárójelben a hivatalban töltött időszakkal.
- Gerlóczy Károly (1873-1897)
- Kada Mihály (1873-1891)
- Alkér Gusztáv (1891-1894)
- Márkus József (1894-1896)
- Halmos János (1896-1897)
- Matuska Alajos (1897-1906)
- Rózsavölgyi Gyula (1897-1915)
- Vaszilievits János (1909-1913)
- Bódy Tivadar (1911-1918)
- Festetics Géza gróf (1915-1918)
- Déri Ferenc (1915-1918)
- Folkusházy Lajos (1918-1928)
- Harrer Ferenc (1918-1920)
- Rényi Dezső (1920-1923)
- Buzáth János (1923-1931)
- Berczel Jenő (1873-1939) (1929-1932)
- Liber Endre (1930-1934)
- Borvendég Ferenc (1930-1934)
- Szendy Károly (1934)
- Lamotte Károly (1934-1939)
- Schuller Dezső (1934-1939)
- Bódy László (1939-1944)
- Morvay Endre (1939-1948)
- Becske Kálmán (1944)
- Kővágó József (1945)
- Bechtler Péter (1945-1948)
- Katona János (1945-1946)
- Fodor Gyula (1946-1948)
- Köböl József (1949)
- Nezvál Ferenc (1950)